# Martyre (film, 1926)
Pour les articles homonymes, voir Martyre (homonymie).
Pour plus de détails, voir Fiche technique et Distribution.
Martyre est un film français en deux époques réalisé par Charles Burguet et sorti en 1926.

## Fiche technique
- Réalisation : Charles Burguet
- Scénario : d'après une piece d'Adolphe d'Ennery
- Photographie : Jéhan Fouquet
- Durée : 4600 m[1]
- Type : Noir et blanc

## Distribution
- Charles Vanel
- Maxime Desjardins
- Desdemona Mazza
- Suzy Vernon
- Jean Angelo
- Camille Bardou
- Georges Flateau
- Suzanne Delvé
- Suzanne Munte
- Maurice Sibert
- Renée van Delly
- Marguerite de Morlaye